# Allegro (virksomhed)
 For alternative betydninger, se Allegro. (Se også artikler, som begynder med Allegro)
Allegro.eu S.A. er en polsk online, e-handelsplatform. Den har hovedkvarter i Poznań og blev etableret i 1999.
Startet som en auktionsplatform i Polen, kører den i øjeblikket som en markedsplads i 6 lande i Central- og Østeuropa.